# Romeo & Juliet: Sealed with a Kiss
Romeo & Juliet: Sealed with a Kiss é um filme americano animado de 2006, comédia dramática e fantasia romântica, seguindo vagamente a peça Romeu e Julieta, de William Shakespeare.

## Enredo
O filme é sobre duas focas cruzadas de famílias em guerra que se apaixonam contra a vontade de seus pais. Quando o pai de Julieta dá sua mão em casamento ao monstruoso elefante-marinho Príncipe, Julieta deve fingir sua morte para se reunir com Romeu. Mas o plano dá errado e é uma corrida desesperada até o fim. Com a ajuda de seus amigos Frei Lawrence e Kissy, o peixe beijo, o dia é salvo e os jovens amantes se reencontram.

## Recepção
O filme foi recebido negativamente pela crítica. O site de agregação de resenhas Rotten Tomatoes relata que apenas 20% dos críticos deram ao filme uma resenha positiva, com uma classificação média de 3/10, com base em 5 resenhas.